# Airasca
Airasca egy olasz község (comune) a Piemont régióban.

## Látnivalók
- San Bartolomeo templom
- kastély

## Képgaléria

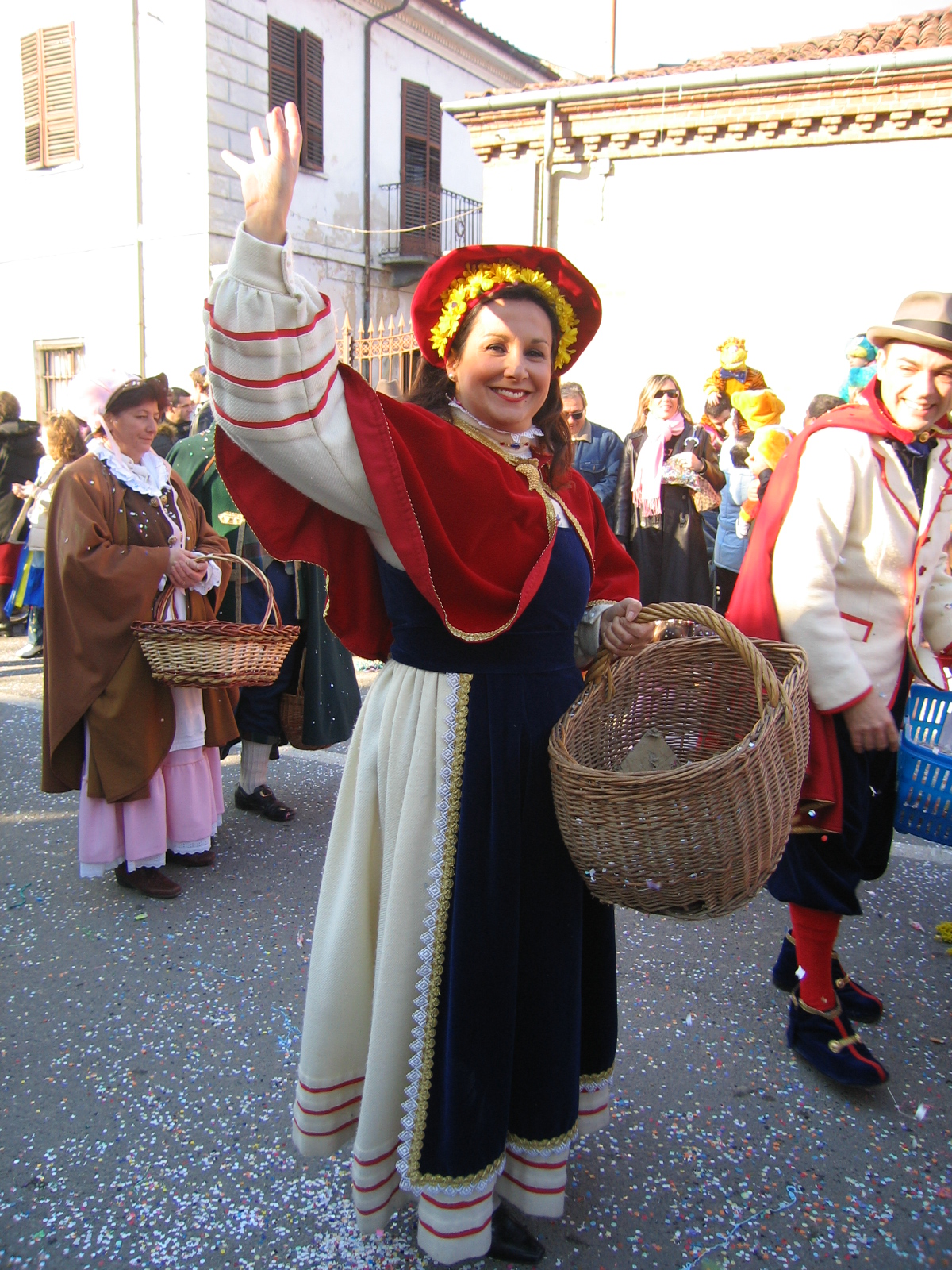
La Marghera, tradicionális népviselet
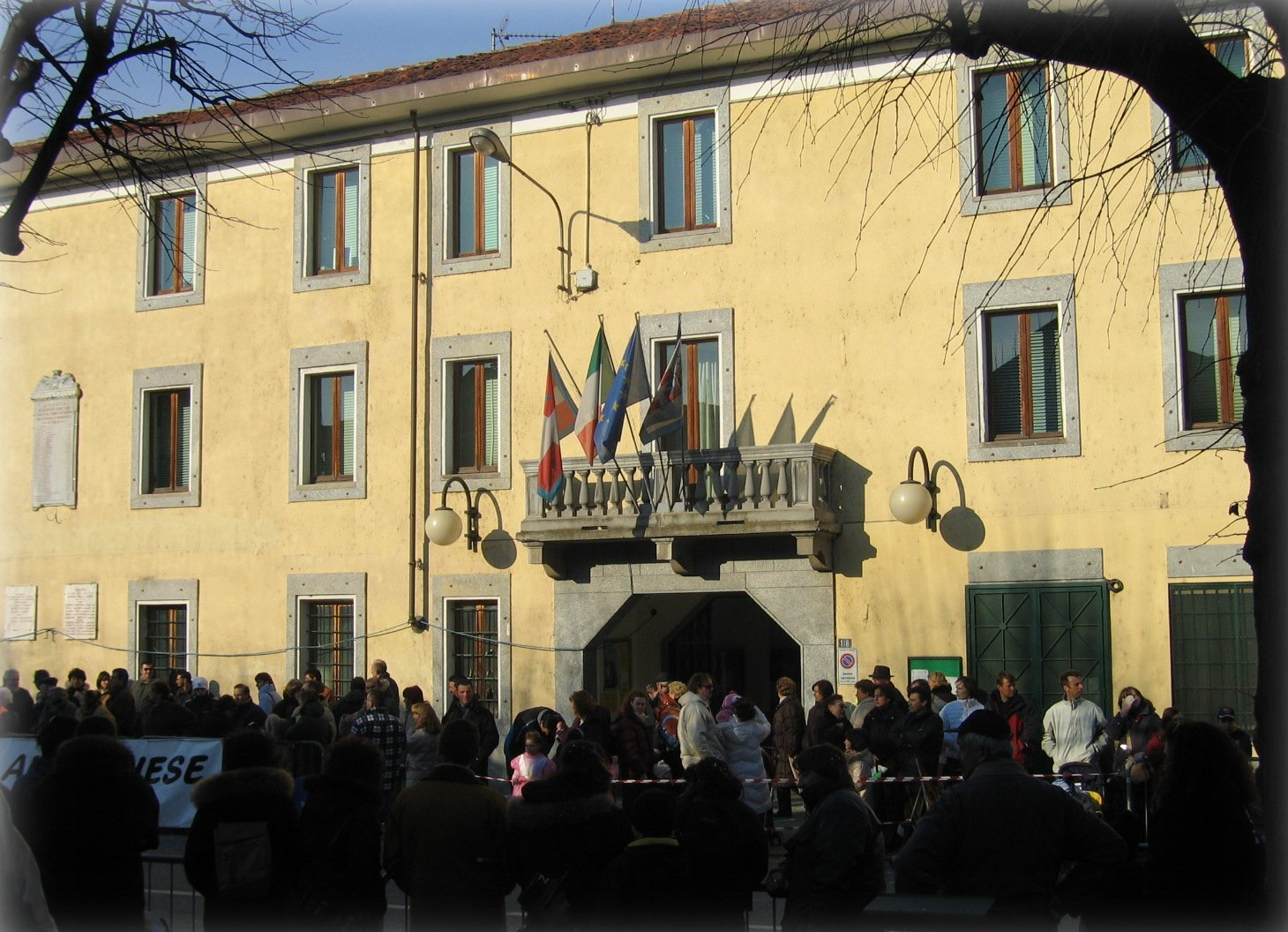
Községháza
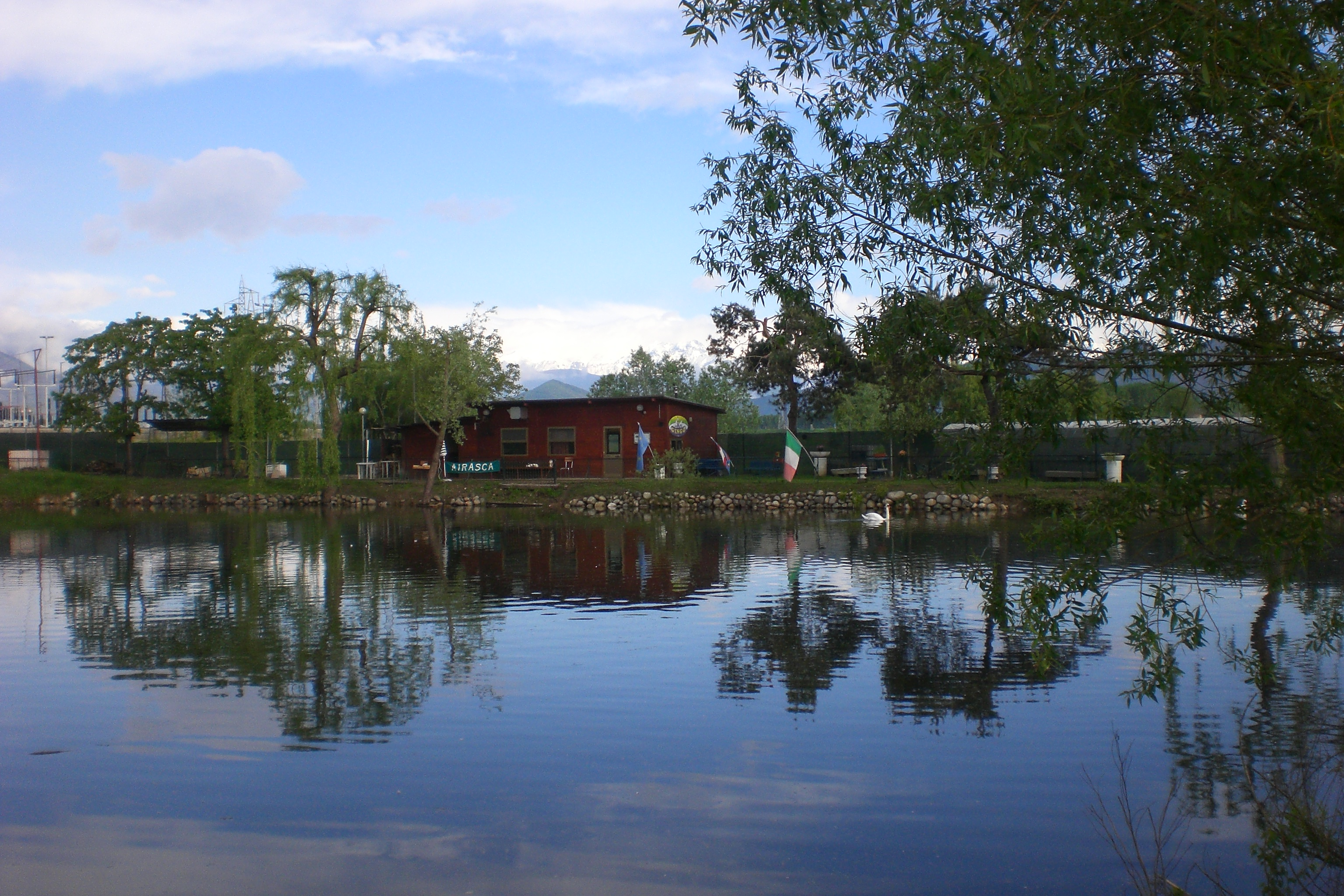
Il Gingo